# Kristianstad (comuna)
Kristianstad (em sueco: Kristianstad;  ouça a pronúncia) ou Cristianostádio é uma comuna da Suécia localizada no condado de Escânia. Sua capital é a cidade de Kristianstad. Tem 1 245 quilômetros quadrados e pelo censo de 2018, havia 84 908 habitantes.